# سمو ذاتي
السمو الذاتي هو سمة شخصية مرتبطة بالمعاناة من الأفكار الروحانية، مثل اعتبار المرء نفسه جزءًا لا يتجزأ من الكون. وهي أحد «أبعاد الشخصية» التي تم تقييمها في اختبار الحالة المزاجية ومخزون الشخصية الذي وضعه كلونينجر. ويُميز السمو الذاتي بوصفه مفهوم السمة الأولى للطبيعة الروحانية المتضمنة في النظرية الرئيسية للشخصية. ويرتبط علو السمو الذاتي بالميول الذهانية، مثل الاسكيزوتيبي والهوس، خاصة في الأشخاص الأدنى منزلةً في كل من التوجيه الذاتي وروح التعاون. على الرغم من عدم وجود عدد كبير من البحوث عن صحة السمو الذاتي كمقياس للروحانية، إلا أن هناك دراسة وحيدة اكتشفت ارتباط السمو الذاتي خصوصًا بعدد من مجالات الاعتقاد والخبرة التي اعتبرت تقليديًا «روحانية».

## طبيعة السمة
في نموذج كلونينغر سباعي الأبعاد الخاص بالشخصية، يوجد أربعة أبعاد لـ الحالة المزاجية ذات أساس بيولوجي قوي، وثلاثة أبعاد شخصية مستفادة يُعتقد أنها قائمة على المفهوم. والسمو الذاتي عبارة عن سمة شخصية مرتبطة بتجربة الجوانب الروحانية للذات. وقد تأثر المفهوم بنظريات التطور الشخصي في علم النفس الإنساني وعلم النفس التجاوزي. يشير السمو الذاتي إلى دمج النفس في الكون واعتبارهما ككل متوحد. ووفقًا لكلونينغر، فقد يوصف "على أنه قبول أو اندماج أو اتحاد روحاني مع الطبيعة ومصدرها. 

## المكونات
على الرغم من أن السمو الذاتي يتكون أصلاً في اختبار الحالة المزاجية ومخزون الشخصية من ثلاثة مقاييس فرعية، إلا أنه تمت إضافة مقياسين فرعيين مؤخرًا:
1. نسيان الذات مقابل تجربة الوعي بالذات.
2. الاندماج التجاوزي مقابل العزلة الذاتية.
3. القبول الروحاني مقابل المادية المنطقية.
4. التثقيف مقابل الموضوعية
5. المثالية مقابل العملية

اكتشفت دراسة مستقلة صعوبة تكرار المقاييس الفرعية الخمسة التي اقترحها كولنينغر باستخدام تحليل العنصر واقترحت أن تمثيل مقياس السمو الذاتي للحالة المزاجية ومخزون الشخصية يكون أفضل باستخدام أربعة أبعاد فرعية:
1. الروحانية والمعتقدات الدينية (مثل الإيمان بوجود قوة عليا)
2. توحيد الترابط (أي، الشعور المُجرب بالارتباط بكائنات حية أخرى أو بالبيئة أو بقوة عليا)
3. الإيمان بالقوة الخارقة (أي، الإيمان بـالخوارق والظواهر، مثل الإدراك فوق الحسي)
4. انحلال الذات بالتجربة (أي، الاندماج، أو فقد الإحساس بالذات المنفصلة أثناء الانغماس في التجربة).

## العلاقة بالسمات الشخصية الأخرى
اكتشفت دراسة تربط الحالة المزاجية ومخزون الشخصية بنموذج العوامل الخمسة الخاصة بالسمات الشخصية أن السمو الذاتي مرتبط بشكل قوي بـالانفتاح على التجربة ومرتبط بشكل أقل بـالانبساط النفسي. ولا يرتبط السمو الذاتي كثيرًا بالسمات الموجودة في نموذج زوكرمان، وهو الخماسي البديل ونموذج إيسينك الذي لا يتضمن مكافئًا للانفتاح على التجربة. كما أن السمو الذاتي يرتبط كثيرًا بـالاندماج.

## العلاقة بعلم الأمراض النفسية
وجد كلونينغر أن المرضى المضطربين نفسيًا يميلون إلى أن يكونوا أقل في السمو الذاتي مقارنة بالبالغين بين عامة الناس. وقد وُجد أن انخفاض السمو الذاتي دليل خاص في المرضى الذين يعانون من أعراض اضطراب الشخصية الفصامي إلا أنه لا يُعد سمة مشتركة في الأشخاص الذين يعانون من اضطرابات في الشخصية. وهذا على العكس من سمات روح التعاون والتوجيه الذاتي التي وُجد أنها منخفضة في مواصفات اضطراب الشخصية عمومًا. وقد اقترح كلونينغر أن مستويات السمو الذاتي قد تساعد في التمييز بين الأشخاص الذين يعانون من الفصام والأشخاص الذين يعانون من اضطراب الشخصية الفصامي حيث الأخير يرتبط بدرجة كبيرة بالتفكير الذهاني.

### قابلية التعرض للذهان وأعراض الذهان
اقترح كلونينغر أن السمو الذاتي يؤدي إلى «النضج في الإبداع والروحانية» عند اقترانه بالتوجيه الذاتي. مع ذلك، فقد يرتبط التوجيه الذاتي بالميول الذهانية عند ارتباطه بالسمات الشخصية غير المكتملة. ويرتبط السمو الذاتي نفسه بـ الاسكيزوتيبي بشكل معتدل، خاصة مكون الإدراك الحسي المعرفي المرتبط بالتفكير السحري والمفاهيم غير العادية. وقد اكتشفت دراسة بحثية ارتباط المزيج المحدد المكون من ارتفاع درجة السمو الذاتي وانخفاض روح التعاون وانخفاض التوجيه الذاتي بارتفاع خطر الاسكيزوتيبي عمومًا. واكتشفت دراسة أخرى أن الأشخاص المصابين بالفصام لديهم أيضًا مزيج من ارتفاع السمو الذاتي وانخفاض روح التعاون وانخفاض التوجيه الذاتي مقارنة بالأخوة الذين لا يعانون من الذهان والمجموعة التي يراقبها المجتمع. أشار كلونينغر إلى مزيج محدد من السمو الذاتي المرتفع وروح التعاون المنخفضة والتوجيه الذاتي المنخفض «على أنه نمط شخصي فصامي». فقد يؤدي انخفاض روح التعاون والتوجيه الذاتي مع السمو الذاتي إلى الانفتاح على العزلة أو الأفكار والسلوكيات الغريبة المرتبطة بالمفاهيم المشوهة عن الواقع. من ناحية أخرى، قد تؤدي المستويات المرتفعة من روح التعاون والتوجيه الذاتي إلى الحماية من الميول الذهانية المرتبطة بالسمو الذاتي.
وُجد أن الأشخاص الذين يعانون من الاضطراب ثنائي القطبين يسجلون درجة عالية في السمو الذاتي وتفادي الضرر، ودرجة منخفضة في التوجيه الذاتي مقارنة بالمجموعة التي يراقبها المجتمع. وقد وُجد أن مستويات السمو الذاتي خصوصًا مرتبطة بشدة الأعراض الذهانية في الأشخاص الذين يعانون من الاضطراب ثنائي القطبين. يتفق ذلك مع النتائج البحثية السابقة التي تربط السمو الذاتي بـالأوهام والذهان. وقد يعكس ارتفاع السمو الذاتي في الأشخاص المصابين بالاضطراب ثنائي القطبين الأعراض المزمنة للاضطراب بدلاً من الوعي التجاوزي أو الروحاني.
قال ماكدونالد وهولاند أن اثنين من الأبعاد الفرعية الأربعة الخاصة بالسمو الذاتي المحددة في دراستهم، وهي الإيمان بالخوارق وانحلال الذات في التجربة، قد تُعتبر خاصة بالعلاقة بين السمو الذاتي والاضطرابات النفسية التي اكتشفها الباحثون. فقد اكتشفت الأبحاث السابقة وجود روابط بين الإيمان بالخوارق والاسكيزوتيبي، واقترحت ترجيح ارتباط انحلال الذات بالظواهر مثل الاندماج والتفكك وقابلية التأثر بالإيحاء، التي قد يكون لها آثار مرضية.

## الصلاحية
تم توجيه الانتقادات إلى مفهوم كلونينغر عن السمو الذاتي. فعلى الرغم من اقتراح كلونينغر بأن السمات الشخصية، بما في ذلك السمو الذاتي، يتم تعلمها بالكامل، إلا أن آخر الأبحاث يقترح أن العوامل البيولوجية والجينية تلعب دورًا هامًا في كيفية التعبير عن السمو الذاتي. وعلى الرغم من أن النظريات الإنسانية والتجاوزية قد ذكرت أن الروحانية مكون أساسي من الصحة والرفاهية، إلا أن الأبحاث المنشورة باستخدام اختبار الحالة المزاجية ومخزون الشخصية ربطت السمو الذاتي بالعديد من مظاهر المرض العقلي. وقد اقترح كلونينغر وزملاؤه مؤخرًا أن السمو الذاتي قد يمثل مظهرًا من المظاهر السريرية لاضطرابات المزاج والاضطرابات الذهانية. هناك إضافة ذات أهمية، وهي إشكالية البحث الذي يقيم صلاحية السمو الذاتي كمقياس على المظاهر الروحانية للشخصية. اشتملت دراسة ماكدونالد وهولاند على دليل ذو صلة بصلاحية المقياس؛ حيث اكتشفا أن الأشخاص المقتنعين بأنهم اجتازوا تجربة روحانية سجلوا درجة مرتفعة فيما يتعلق بالسمو الذاتي مقارنة بالأشخاص غير المقتنعين. بالإضافة إلى أنهم قد وجدوا أن للسمو الذاتي ارتباطات إيجابية وقوية بأربع مناطق من الاعتقادات الروحانية وهي: المتعلقة بوجود وصلة الروحانية والتجربة الروحانية والإيمان بالخوارق والتدين التقليدي. (على الرغم من ذلك فقد كان للبعد الفرعي لانحلال النفس الخاص بالسمو الذاتي الأثر القليل فيما يتعلق بهذه الأشياء). ومع ذلك، لم يرتبط السمو الذاتي كثيرًا بالرفاهية الوجودية. حيث ارتبط الأخير كثيرًا باختبار الحالة المزاجية ومخزون الشخصية فيما يتعلق بارتفاع معدل التوجيه الذاتي وانخفاض معدل تفادي الضرر. يرتبط التوجيه الذاتي بضبط النفس والقدرة على التكيف، بينما يرتبط انخفاض معدل تفادي الضرر بالرفاهية العاطفية. وهذا يشير إلى إمكانية أن يكون السمو الذاتي مقياسًا صالحًا لأجزاء من الروحانية تتعلق بالإيمان الروحاني والتجارب الروحانية والإيمان بالخوارق والتدين التقليدي، ولكنها لا تتعلق بالشعور بمعنى وهدف الحياة الأكثر ارتباطًا بخصائص أخرى من الشخصية. علاوةً على ذلك، يبدو أن جانب انحلال الذات بالتجربة من السمو الذاتي يرتبط قليلاً بالروحانية وقد يرتبط بأكثر الجوانب المرضية للسمة.

## المساهمة في نوعية الحياة
يميل الأشخاص المصابون بالفصام إلى أن يكون لديهم تصنيف ذاتي ضعيف لنوعية الحياة مقارنة بعامة الناس. وقد اكتشفت دراسة الفروق الفردية بين الأشخاص المصابين بالفصام أن درجات السمو الذاتي والتوجيه الذاتي المرتفعة ودرجات تفادي الضرر المنخفضة مرتبطة بالتصنيفات الذاتية الأفضل لنوعية الحياة. ويعتقد المؤلفون أن هذه النتيجة تتفق مع الدراسات السابقة التي تقول بأن الروحانية في الأشخاص المصابين بالفصام مرتبطة بالتكيف الأفضل مع المرض.